# Cheilinus fasciatus

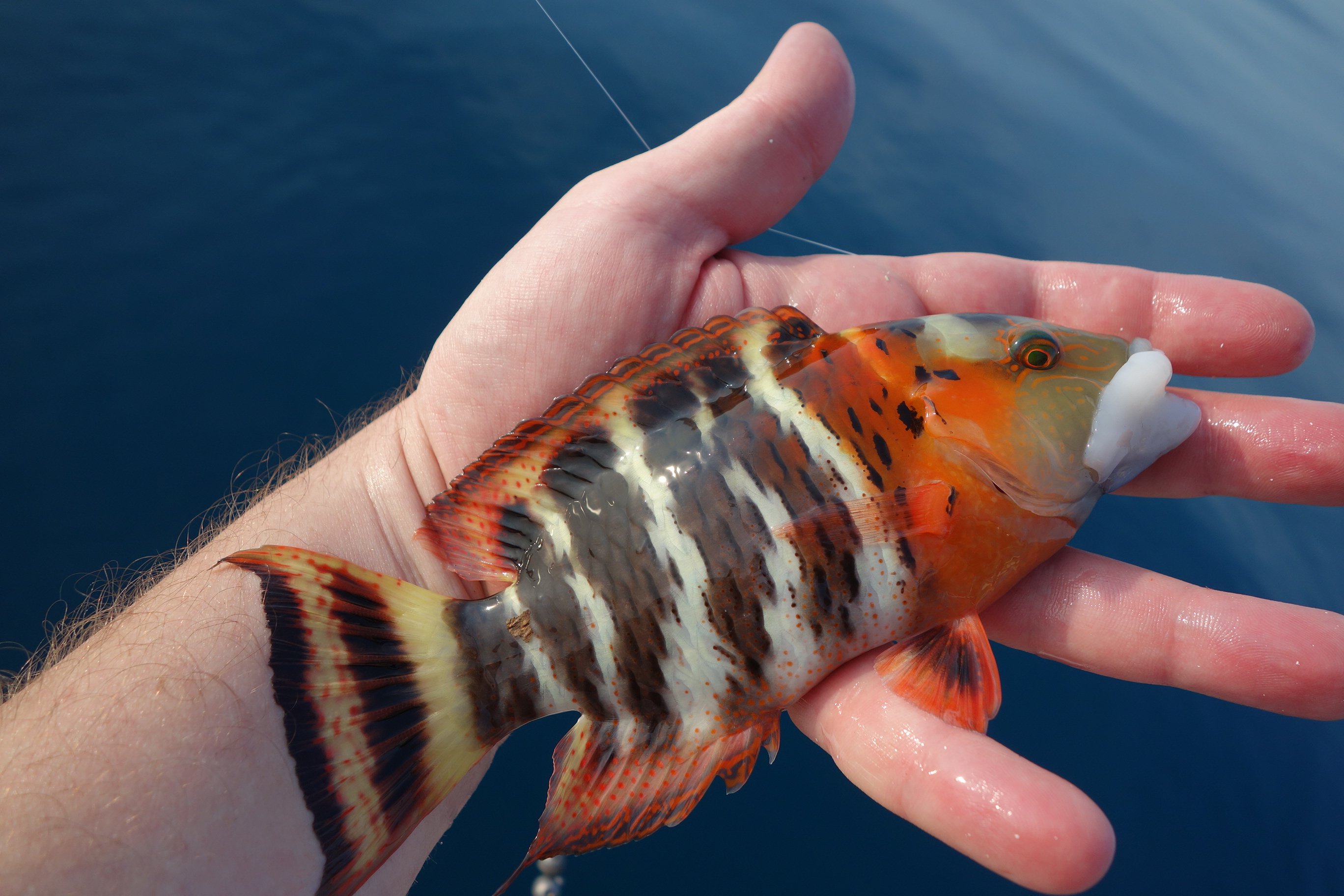
Esemplare pescato

Cheilinus fasciatus (Bloch, 1791) è un pesce marino appartenente alla famiglia Labridae.

## Habitat e Distribuzione
Proviene dalle lagune e dalle barriere coralline dell'oceano Atlantico, dell'oceano Indiano e del Mar Rosso; è stato trovato anche in Samoa, Micronesia, Seychelles, Isole Ryukyu e sulle coste dell'Africa orientale. I giovani prediligono zone con molta vegetazione acquatica, gli adulti si trovano spesso nelle zone ricche di coralli e con fondali sabbiosi. Può essere trovato fino a 60 m di profondità.

## Descrizione
Presenta un corpo compresso lateralmente, alto ma non molto allungato, di dimensioni che non superano i 4 cm. La livrea cambia considerevolmente durante la vita del pesce.
Gli esemplari giovani presentano una colorazione prevalentemente marrone, con strisce verticali chiare più o meno evidenti. Il loro muso è molto appuntito, e vengono facilmente confusi con i giovani del genere Epibulus e gli adulti del genere Wetmorella a causa delle somiglianze nella forma del corpo e della colorazione. La pinna caudale è arrotondata è bianca, mentre la pinna dorsale e la pinna anale sono marroni e bianche come il corpo.
Gli adulti, invece, sono più tozzi, e nei maschi adulti la mandibola è prominente. La pinna caudale è a delta, e presenta i raggi esterni molto più allungati degli altri. Il colore di fondo è nero o marrone, con diverse fasce bianche verticali che si interrompono prima della zona dove ci sono le branchie e l'attaccatura delle pinne pettorali, che è invece rossa. La testa è marrone, ma vicino agli occhi sono presenti delle macchie rosse irregolari. La pinna anale e la pinna dorsale sono basse e lunghe, terminano con una punta e sono a fasce chiare e scure come il corpo. Anche la pinna caudale è dello stesso colore, ma non le pinne pettorali che sono trasparenti. Le pinne pelviche sono rosse con una macchia scura.

## Biologia

### Comportamento
Nel periodo riproduttivo i maschi sono molto territoriali.

### Alimentazione
Ha una dieta prevalentemente carnivora; infatti si nutre di invertebrati marini come echinodermi, soprattutto ricci di mare, molluschi e crostacei.

### Riproduzione
È un pesce oviparo e la fecondazione è esterna. La riproduzione avviene negli harem formati da un solo maschio adulto e da diverse femmine, soprattutto nei mesi di maggio e ottobre, e di solito non sembra essere influenzata dalle fasi delle maree. Non vi sono cure nei confronti delle uova e degli avannotti.

## Conservazione
La lista rossa IUCN classifica questa specie come "a rischio minimo" (LC) perché a parte la pesca per l'acquariofilia per cibarsi di questo pesce non sembrano esserci particolari minacce e comunque queste ultime vengono praticate solo in alcune zone dell'areale.